# Adolph Bermpohl (Schiff)

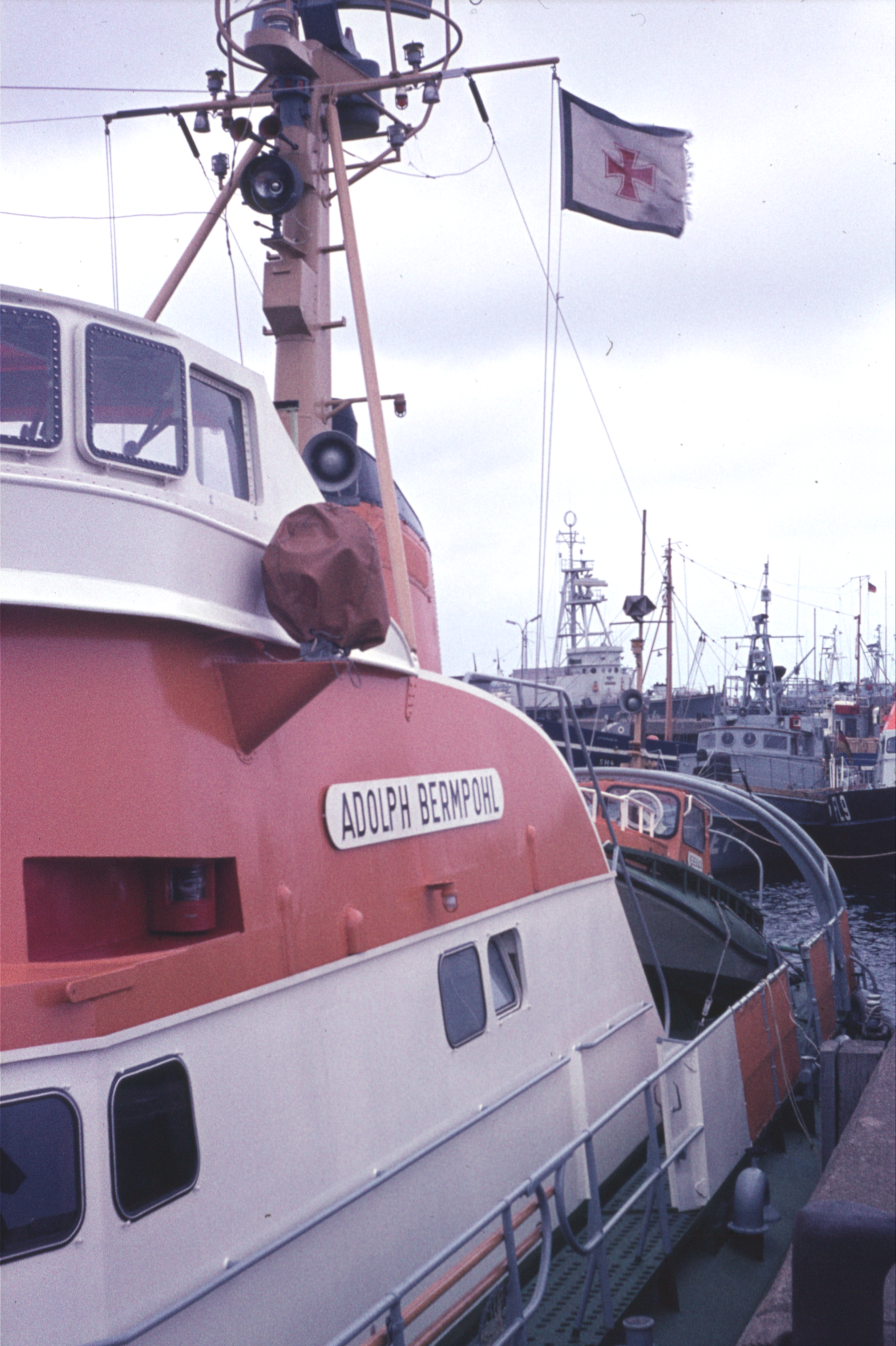
Adolph Bermpohl mit Tochterboot Vegesack

Die Adolph Bermpohl war ein Seenotkreuzer der Deutschen Gesellschaft zur Rettung Schiffbrüchiger (DGzRS). Sie war ein Kreuzer der 26-m-Klasse und wurde 1965 von der Werft Abeking & Rasmussen in Lemwerder unter der Baunummer 6170 erbaut. Die DGzRS-interne Bezeichnung lautete KRS 8. Das Tochterboot Vegesack (Baunummer 6171) hatte die interne Bezeichnung KRT 8. Am 23. Februar 1967 kam bei einem Unglück die gesamte Besatzung des Seenotkreuzers ums Leben. Das vollständig intakte, nicht durchgekenterte Schiff und das kieloben treibende Tochterboot wurden am nächsten Tag getrennt voneinander aufgefunden.

## Namensgebung von Schiff und Tochterboot
Getauft wurde das Schiff in Vegesack am 23. Oktober 1965 auf den Namen von Adolph Bermpohl, dem Begründer der Idee der organisierten Seenotrettung in Deutschland. Das Tochterboot wurde nach dem Bremer Stadtteil Vegesack benannt, der Wirkungsstätte Adolph Bermpohls.

## Stationierung
Von Oktober 1965 bis Mai 1979 war die Adolph Bermpohl auf der DGzRS-Station Helgoland stationiert, dort wurde sie vom Seenotkreuzer Wilhelm Kaisen abgelöst. Danach war die Adolph Bermpohl bis zur Außerdienststellung im Mai 1989 in List auf Sylt stationiert, ihr Nachfolger dort war die Minden.

## Das Unglück vom 23. Februar 1967

### Unglücksverlauf

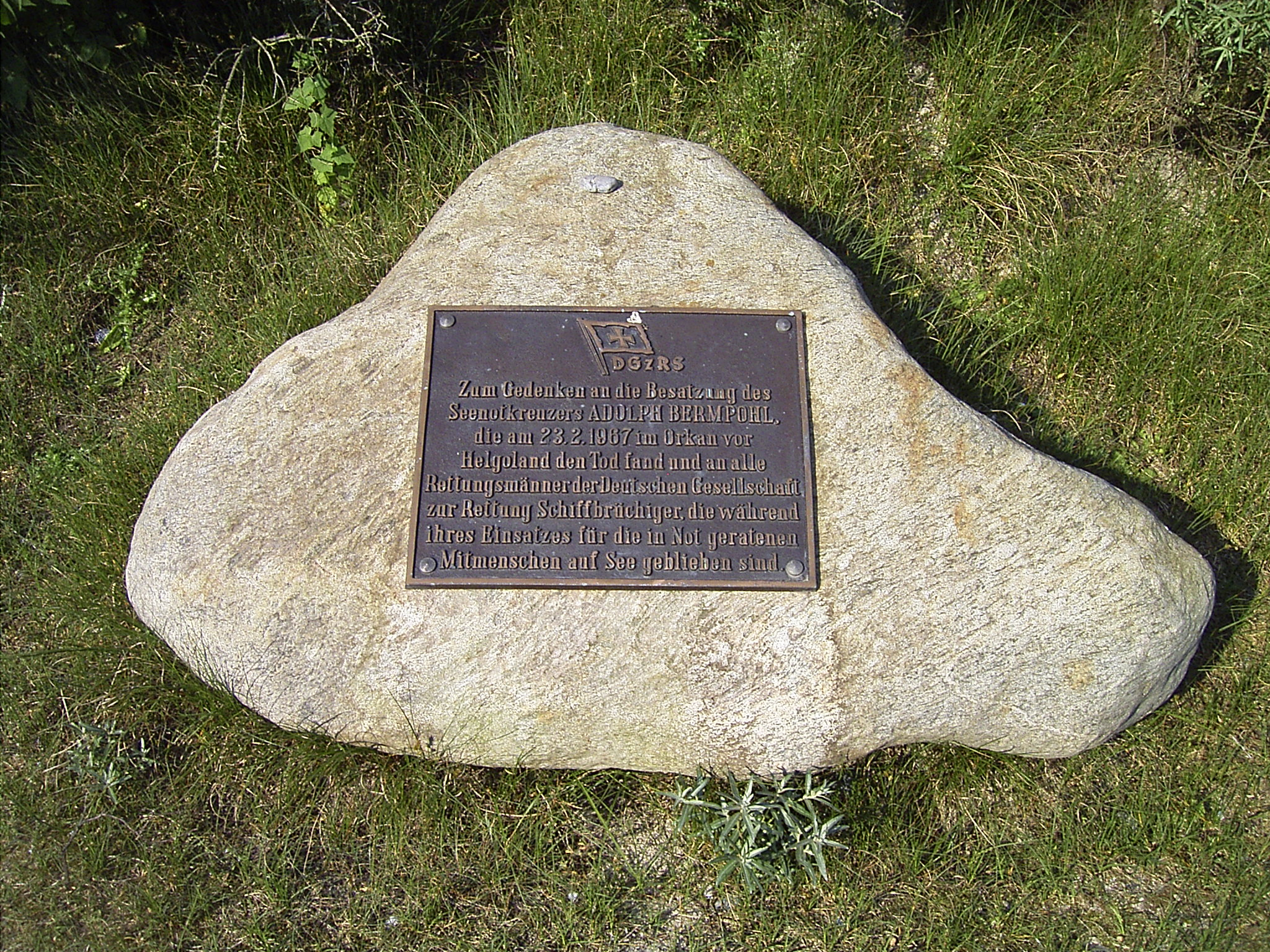
Gedenkstein auf Düne, Helgoland an die komplette Besatzung des Seenotkreuzers Adolph Bermpohl, die beim Seenotrettungseinsatz vor Helgoland Opfer des Orkans vom 23. Februar 1967 wurde, und an alle Rettungsmänner der Deutschen Gesellschaft zur Rettung Schiffbrüchiger, die beim Einsatz auf See um ihr Leben kamen

Nachdem die Adolph Bermpohl und ihre Besatzungen bereits 184 Menschen aus Seenot gerettet hatten, fiel das Schiff am 23. Februar 1967 während eines Orkans selbst einem Unglücksfall zum Opfer. An diesem Tag zog ein schwerer Orkan über die Nordsee, der, wie sich später herausstellte, mehr als 80 Seeleute das Leben kostete. Die Adolph Bermpohl war – wie viele andere Einheiten der DGzRS auch – im Dauereinsatz, um in Not geratenen Booten und Schiffen Hilfe zu leisten.
Um 16:14 Uhr erreichte Norddeich Radio ein Hilferuf des niederländischen Fischkutters TM 1 Burgemeester van Kampen (Heimathafen: Termunterzijl, 39 BRT, Schiffsführer: Jacob Vos), der sich etwa acht Seemeilen nördlich der Insel Helgoland befand und einen Wassereinbruch meldete. Das Steuerhaus des Kutters war zu diesem Zeitpunkt durch Seeschlag eingedrückt, wodurch Wasser ins Schiff eindrang.
Die Adolph Bermpohl war zu dieser Zeit bereits mit einem anderen Seenotfall befasst. Da dort bereits ein weiteres Schiff Hilfe leistete, beschloss Vormann Paul Denker, Kurs auf den havarierten Fischkutter zu nehmen, der nach einer Stunde erreicht wurde. Der Kutter mit seiner dreiköpfigen Besatzung konnte aufgrund der herrschenden Querseen nicht beidrehen, ohne ein Kentern zu riskieren. Somit war es unmöglich, das Schiff nach Helgoland zu schleppen. Aufgrund des schlechten Zustandes der Mannschaft des Kutters war es ebenfalls nicht möglich, sie mit einer Leine auf den Kreuzer zu holen. So wurde beschlossen, die Mannschaft mit dem Tochterboot abzubergen. Die Vegesack wurde um 17:15 Uhr ausgesetzt. Etwa 45 Minuten später war die Besatzung des Fischkutters an Bord des Tochterbootes. Der Funkverkehr zwischen Havarist und Retter war derart gestört, dass Norddeich Radio als Vermittler arbeiten musste. Die Aufnahme des Tochterbootes auf den Kreuzer war bei den herrschenden Wetterbedingungen unmöglich, daher musste die Vegesack im Windschatten der Adolph Bermpohl in Richtung Helgoland fahren.
Der Seenotfall wurde um ca. 18:30 Uhr von der Seenotleitung für beendet erklärt und der Kutter aufgegeben. An die Adolph Bermpohl gerichtete Funkrufe der Küstenfunkstellen Norddeich- und Elbe-Weser-Radio wurden nicht beantwortet, was aber nicht verdächtig erschien, da man davon ausgehen musste, dass die Besatzung zu beschäftigt war, um die Funksprüche zu beachten.
Gegen 18:45 Uhr beobachtete der Helgoländer Leuchtturmwärter in der Helgoländer Nordeinfahrt zwei weiße Lichter, die vermutlich zum Seenotrettungskreuzer und dem nebenher fahrenden Tochterboot gehörten. Der schwere Orkan und die damit einhergehende sehr schlechte Sicht machten eine weitere Beobachtung jedoch unmöglich. Gegen 19:00 Uhr waren beide Lichter verschwunden. Diese Beobachtung deckte sich mit den Ergebnissen der Untersuchung an beiden Schiffen nach dem Unglück, da die Borduhren zum selben Zeitpunkt stehen geblieben waren, als das Verschwinden der Lichter beobachtet wurde. Als nach 19:00 Uhr kein Funkkontakt mehr zur Adolph Bermpohl hergestellt werden konnte und der Seenotkreuzer im Helgoländer Hafen überfällig wurde, musste man davon ausgehen, dass es bei der Rückfahrt vom Seenotfall TM 1 Burgemeester van Kampen einen schweren Unfall gegeben haben musste. Deshalb wurde von der Seenotleitung in Bremen sofort eine großangelegte Suchaktion nach dem Schiff und den an Bord befindlichen Personen eingeleitet. Diese blieb aber in der Nacht vom 23. zum 24. Februar 1967 ohne Ergebnis.

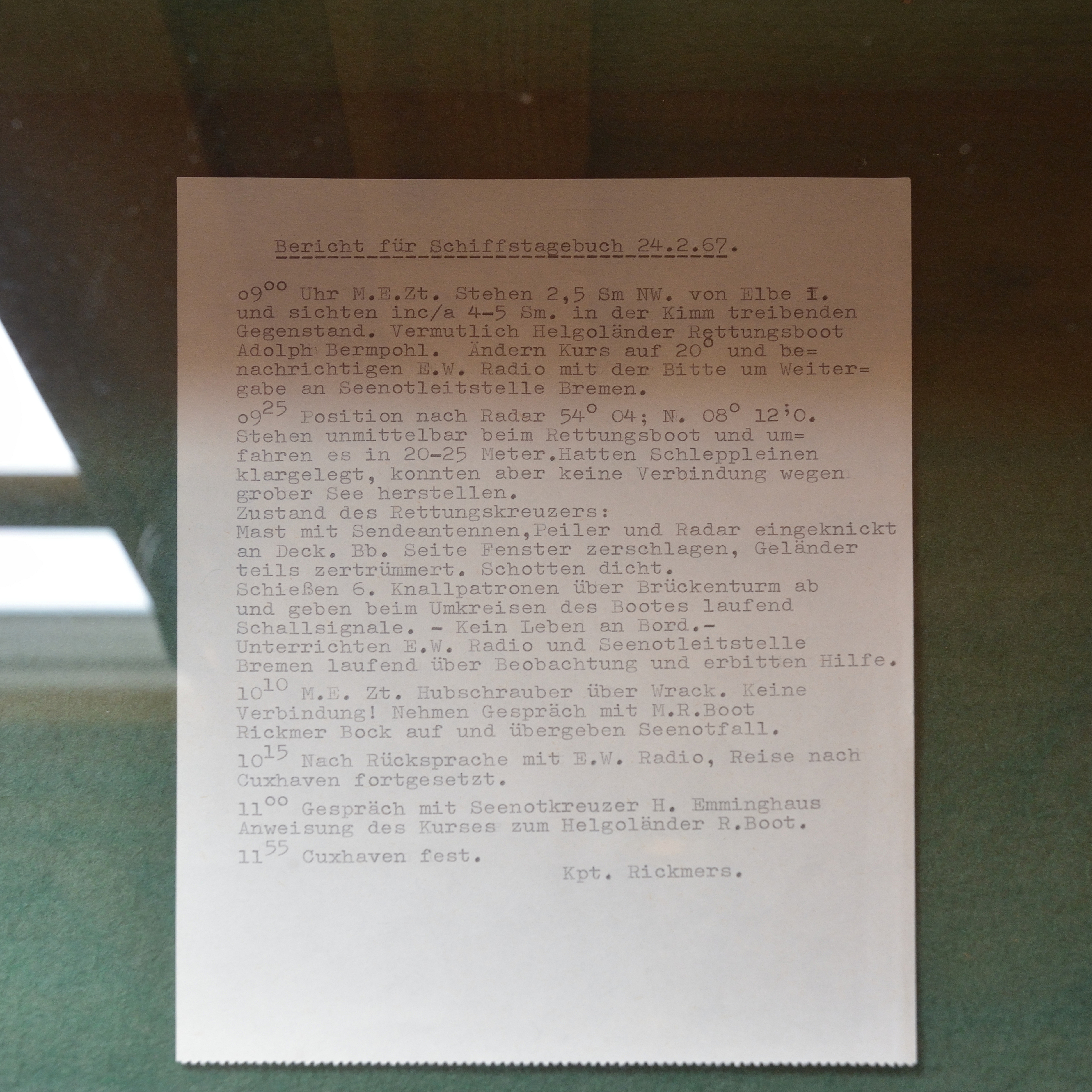
Bericht vom Auffinden im Museum Helgoland

Am folgenden Vormittag fand die Besatzung des Inselversorgers Atlantis den beschädigten Kreuzer 13 Seemeilen südöstlich von Helgoland mit laufender und ausgekuppelter Maschine vor. Jedoch wurde keines der Besatzungsmitglieder an Bord vorgefunden. Die nachfolgende Suche per Hubschrauber blieb ebenfalls ohne Erfolg. In der Nacht darauf wurde die Vegesack fünf Seemeilen westlich des Fundortes des Kreuzers kieloben treibend gefunden. Mit Hilfe von drei Fischkuttern wurde das Boot aufgerichtet, jedoch ebenfalls keine Überlebenden gefunden. Ein von der Insel Borkum gerufener SAR-Hubschrauber konnte ebenfalls keinen Sucherfolg verbuchen. Erst Monate später konnten drei der Besatzungsmitglieder tot geborgen werden, das vierte wurde nie gefunden. Auch die drei vom Kutter abgeborgenen niederländischen Fischer Jacob Vos, Schelto Westerhuis und Rommert Bijma kamen bei dem Unfall ums Leben. Am 28. Februar 1967 fand auf Helgoland eine Trauerfeier für die sieben Todesopfer statt.

### Unglücksursache
Da es keine Überlebenden gab, konnte der Vorfall nicht vollständig aufgeklärt werden und sich die Verhandlung zur Unglücksursache vor dem Seeamt nur auf Indizien stützen. Dabei standen die Schäden an dem Rettungskreuzer, der getätigte Funkverkehr sowie die Aufzeichnungen des Lotprotokolls im Fokus der Untersuchung.
Auf Grund der extremen Windgeschwindigkeiten und der damit einhergehenden sehr hohen See war es nicht möglich, mit dem Tochterboot westlich um Helgoland herumzufahren. Die Besatzung des Seenotrettungskreuzers war deshalb gezwungen, die als sehr gefährlich bekannte Nordeinfahrt ins Seegebiet zwischen der Hauptinsel und der Düne zu benutzen. Zum Zeitpunkt des Auslaufens der Adolph Bermpohl war es der Besatzung zwar bekannt, dass die westliche Ansteuerungstonne der Nordeinfahrt erloschen war, von der Tatsache, dass die östliche Ansteuerungstonne in Richtung Sellebrunnriff vertrieben war, hatte sie jedoch keine Kenntnis. Wahrscheinlich hatte die Kreuzerbesatzung aufgrund des schlechten Zustandes der Geretteten beschlossen, sie entgegen der ursprünglichen Absicht doch auf den Kreuzer zu übernehmen, worauf die an der Steuerbordseite ausgebrachten Kletternetze hindeuteten. Zudem war bereits der Seenotfall des Motorschiffs Ruhr südlich von Helgoland gemeldet, dem die Adolph Bermpohl nach Absetzen der Geretteten zu Hilfe eilen sollte.
Alle Indizien sprechen dafür, dass beide Schiffe auf Grund der Vertreibung der Ansteuerungstonne und der extrem schlechten Sicht und bei Dunkelheit unwissentlich in den Brandungsbereich des unter Wasser befindlichen Sellebrunn-Riffs kamen. Die Auswertung des Lotprotokolls ergab zum Unfallzeitpunkt eine stark abnehmende Wassertiefe bei einer mittleren Wellenhöhe von 10 Metern.

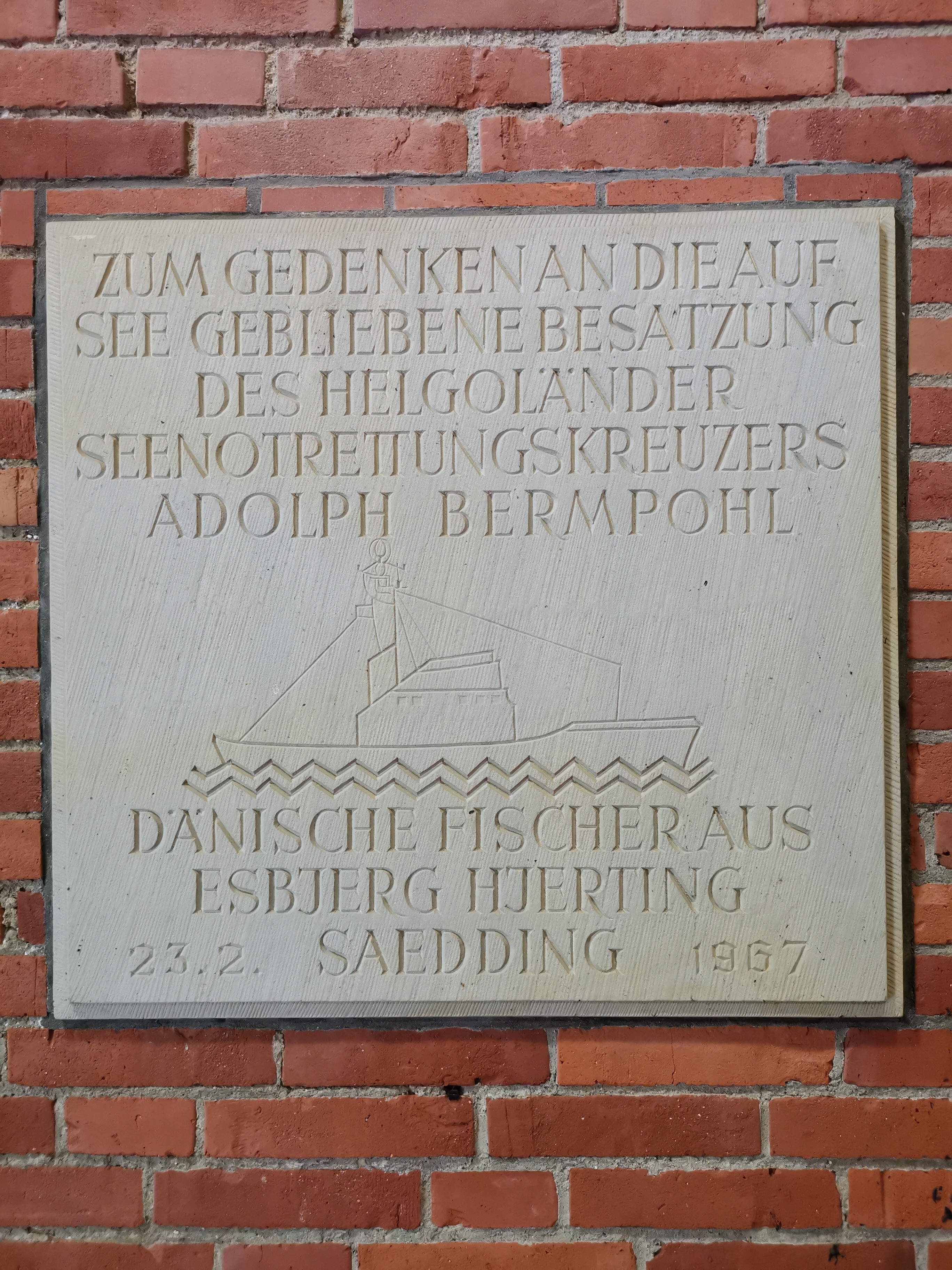
Gedenktafel in der St. Nicolaikirche (Turm) von Helgoland.

Hierauf stützt sich der Verdacht, dass im Moment der Übernahme der Niederländer Rettungskreuzer und Tochterboot von einer schweren Grundsee getroffen wurden, wodurch der Kreuzer auf die Seite gedrückt wurde und dabei das Tochterboot in dem Augenblick unter sich begrub, als es an der Steuerbordseite längsseits ging, um die Schiffbrüchigen zu übergeben. Ölverschmutzungen im Maschinenraum belegten, dass der Kreuzer dabei kurzzeitig eine Schlagseite von 90 Grad erreichte und somit nicht durchkenterte, wie dies beim Unfall des 27,5 m-Seenotkreuzers Alfried Krupp der Fall war. Da sich zu diesem Zeitpunkt wahrscheinlich keine der beteiligten Personen unter Deck befand und wegen der bevorstehenden Übernahme der Geretteten niemand mit Sicherungsleinen gesichert war, wurden Retter und Gerettete ins Wasser gerissen und erschlagen.

### Folgen des Unfalls
Indirekt führte der Unfall zu einer weiteren Katastrophe. Nach dem Absetzen der Geretteten sollte der Rettungskreuzer dem Duisburger Motorschiff Ruhr zu Hilfe eilen, das in der Wesermündung nach dem Übergehen der aus Stahlplatten bestehenden Ladung mit schwerer Schlagseite manövrierunfähig geworden war. Durch den Unfall der Adolph Bermpohl blieb die Hilfe aus, nachdem es dem Langeooger Motorrettungsboot Langeoog unter den extremen Witterungs- und Seegangsbedingungen nicht gelungen war, die offene See zu erreichen. Beim Untergang der Ruhr kamen alle sechs Besatzungsmitglieder ums Leben. Auch ein Rettungsversuch durch den deutschen Trawler Kap Wallo, der sich in der Nähe der Ruhr befand, schlug fehl.
Die Schäden an den Fahrzeugen waren trotz des schweren Unglücks relativ gering, und trotz der Tragik der Ereignisse hatte sich die Bauweise der deutschen Seenotkreuzer bewährt. Später erhielt die Adolph Bermpohl einen geschlossenen oberen Fahrstand, und das Tochterboot wurde – wie auch die Beiboote der anderen Kreuzer – zum Selbstaufrichter umgebaut. Zu Ehren der umgekommenen Besatzungsmitglieder tragen vier Neubauten der DGzRS ihre Namen: Paul Denker, H.-J. Kratschke, Otto Schülke und G. Kuchenbecker.
Der Orkan erhielt aufgrund des Unglücks die Benennung Adolph-Bermpohl-Orkan.
Ein ähnlich schwerer Unfall ereignete sich 1995 auf dem Kreuzer  Alfried Krupp, der aufgrund des Unfalls mit einem geschlossenen oberen Fahrstand ausgestattet wurde.

## Verbleib
Nach der Außerdienststellung des Kreuzers bei der DGzRS wurde er an den finnischen Seenotrettungsdienst Suomen Meripelastusseura (SMPS) verkauft und dort nach einem Umbau des oberen Führerstandes unter dem Namen Russarö (nach der Insel Russarö) als Rettungskreuzer in Betrieb genommen. Zuletzt diente er, bis zur Verschrottung im Jahre 2001, dem SMPS als Ausbildungs- und Trainingsschiff.
Das Tochterboot Vegesack wird vom estnischen Seenotrettungsdienst weiterhin als Paavo eingesetzt.

## Modellbau
Durch einen beliebten Bausatz der Firma Graupner Modellbau wurde die Adolph Bermpohl oft als ferngesteuertes Modell nachgebaut (ca. 1,20 m lang) und war an vielen innerstädtischen Seen und Modellbauclubs anzutreffen.
Im Auftrag der Stadt Gütersloh bauten Mitglieder des Schiffsmodellbau-Clubs Nautilus Gütersloh 1978 ein Modell des Kreuzers im Maßstab 1:22, das mehrere Jahre lang im Foyer des Rathauses aufgestellt war. 2013 schenkte die Stadt Gütersloh das Modell der DGzRS, die es im Rahmen von Ausstellungen zeigt.

## Schwesterschiffe
- Georg Breusing
- Arwed Emminghaus
- weitere in Lizenz hergestellte Schiffe:
  - Peacock: ehem. Lotsenboot und Museumsschiff in Astoria/Oregon (USA)
  - Michele Fiorillo: italienischer Seenotkreuzer